# إبي سين
إبي سين ابن الملك شو سين ملك بلاد سومر وأكد وخامس واخر ملوك سلالة أور الثالثة حكم لمدة 23 سنة من(1963-1940 ق م) خلال عهده هوجمت الإمبراطورية السومرية من قبل قبائل سامية غربية أو الأمورية التي قدمت من بلاد الشام على شكل مجموعة من الهجرات وتمكنت بعض هذه الهجرات من تاسيس بعض المدن والاستقلال من السيطرة السومرية عليها، وكذلك تمكن العيلاميون من الاستقلال أيضا وبعد ذلك تمكنوا من اسقاط حكم سلالة أور الثالثة سنة 1940 ق م.